# Призрак и миссис Мьюр
Эта статья — о кинофильме (1947). О телесериале по этому фильму (1968—1970) см. Призрак и миссис Мьюр (телесериал).
«Призрак и миссис Мьюр» (англ. The Ghost and Mrs. Muir) — американская романтическая фэнтезийная драматическая комедия 1947 года. Фильм снят по одноимённой повести 1945 года Джозефины Лесли (под псевдонимом Р. А. Дик).

## Сюжет
Начало XX века. Люси Мьюр (Джин Тирни) — молодая вдова. Она решает уехать из Лондона в сельскую местность, так как устала от скандальных родственников покойного мужа. Она, её дочь и служанка прибывают на побережье, в деревню Уайтклифф, где Люси покупает дом по удивительно низкой цене: дело в том, что об этом доме ходят нехорошие слухи, якобы в нём живёт призрак капитана Дэниела Грегга, который погиб здесь четыре года назад по нелепой случайности, отравившись угарным газом. Действительно, призрак капитана (Рекс Харрисон) является миссис Мьюр, но они быстро становятся хорошими друзьями, беседуют, оказывают друг другу помощь. Капитан даже вдохновляет молодую вдову написать повесть о его морских приключениях, чтобы продать книгу, так как Люси сейчас очень нужны деньги. Однако призрак не даёт Люси наладить личную жизнь, так как никто из потенциальных женихов девушки ему не нравится.
Люси влюбляется в писателя Майлса Фэрли (Джордж Сэндерс), и призрак капитана наконец-то решает не мешать личному счастью девушки. Он вкладывает в голову Люси убеждённость, что она сама написала эту книгу, а он ей просто приснился. После этого призрак исчезает навсегда. Вскоре Люси ждёт удар: Фэрли оказывается женат, у него двое детей, и к тому же она у него не первая, соблазнённая таким образом. Расстроенная, она уезжает обратно в свой дом на побережье, поклявшись прожить остаток жизни одна.
Десять лет спустя выясняется, что дочь Люси, Анна, тоже была знакома с призраком капитана, хотя тот говорил Люси, что только она может его видеть.
Люси Мьюр прожила долгую счастливую, хоть и одинокую, жизнь. В назначенный срок она умирает от старости. В момент смерти перед ней является капитан Грегг, который помогает освободиться её юной душе из оков дряхлого тела. Взявшись за руки, два духа уходят в туман.

## В ролях
- Джин Тирни — Люси Мьюр
- Рекс Харрисон — призрак капитана Дэниела Грегга
- Джордж Сандерс — Майлс Фэрли, писатель
- Эдна Бест — Марта Хаггин, служанка Люси Мьюр
- Ванесса Браун — Анна Мьюр, дочь Люси (взрослая)
- Анна Ли — миссис Фэрли
- Натали Вуд — Анна Мьюр, дочь Люси (ребёнок)
- Роберт Кут — мистер Кумб
- Изобел Элсом — Анжелика Мьюр
- Виктория Хорн — Ева Мьюр
- Хелен Корл[англ.] — рассказчик вместо Люси (в титрах не указана)
- Стюарт Холмс — мужчина, выходящий из поезда (в титрах не указан)
- Уилфорд Кейн[англ.] — мистер Спрул, лондонский издатель (в титрах не указан)

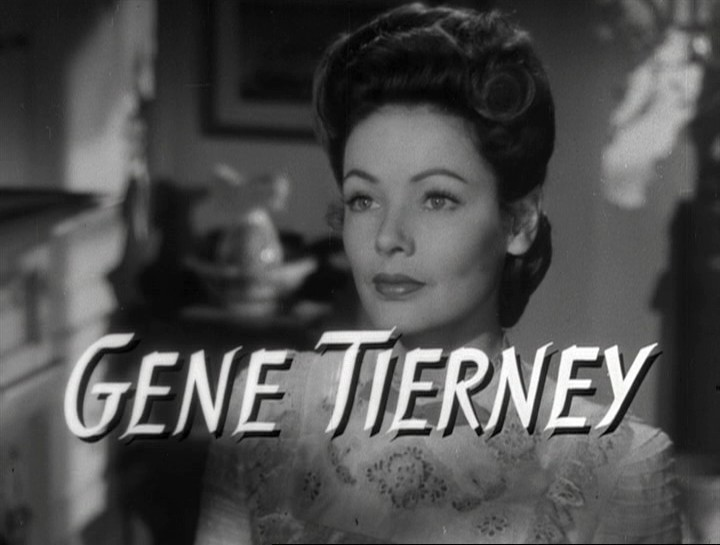
В главных ролях: Джин Тирни…
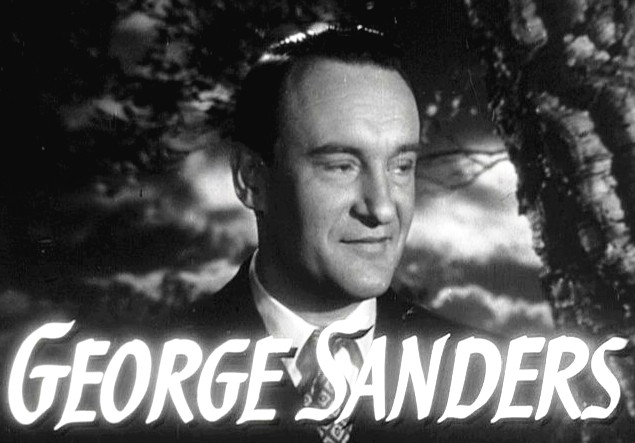
… и Джордж Сандерс.

## Награды и номинации
- 1948 — премия «Оскар» в категории «Лучшая операторская работа» — номинация
- 2002 — 100 самых страстных американских фильмов за 100 лет по версии AFI — 73-е место[1]
- 2005 — Лучшая музыка в американских фильмах за 100 лет по версии AFI — номинация[2]
- 2008 — 10 лучших американских фильмов в 10 классических жанрах по версии AFI — номинация[3]

## Критика
Журнал Variety дал фильму высокую оценку, написав, что его «человеческое тепло и внеземной романтизм с неослабевающей заразительной силой притягивают зрительские симпатии». Фильм был номинирован на «Оскар» за лучшую операторскую работу.

## Факты
- Фильм об Англии был полностью снят в Калифорнии.
- 1 декабря 1947 вышла радио-постановка фильма в программе Lux Radio Theatre[англ.][5], а 16 августа 1951 года — в Screen Directors Playhouse[англ.]. В 1968 году вышел телесериал «Призрак и миссис Мьюр»[англ.], который шёл полтора года и состоял из 50 эпизодов. В начале XXI века фильм был выпущен на DVD, а в 2013 году — на Blu-ray.